# Lynne Featherstone

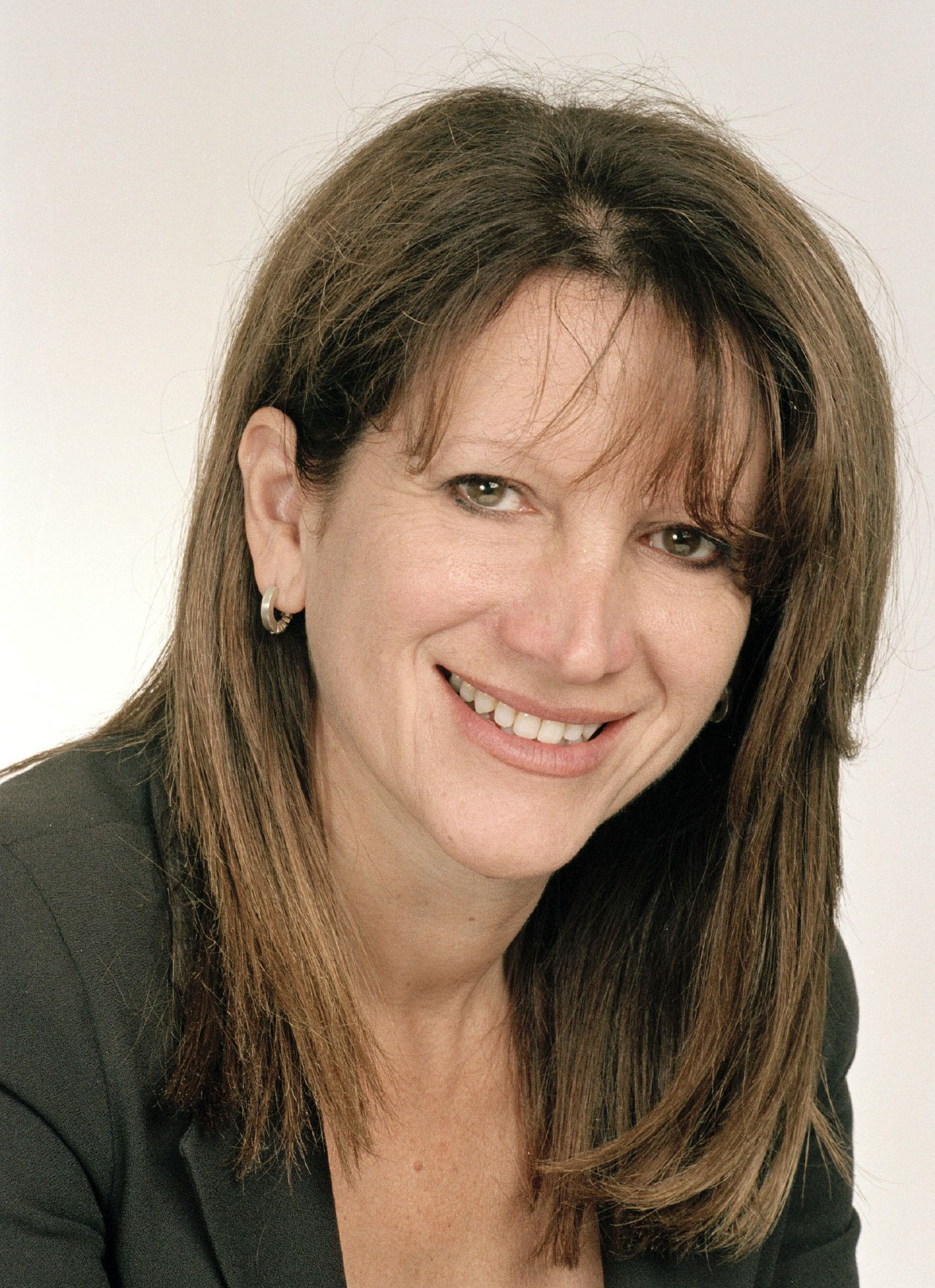
Lynne Featherstone, 2015

Lynne Featherstone, Baroness Featherstone (* 20. Dezember 1951 in Highgate, Middlesex, England) ist eine britische Politikerin der Liberal Democrats.

## Leben
Nach ihrer Schulzeit in London studierte Featherstone Kommunikation und Design an der Oxford Polytechnic. Vom 4. Mai 2000 bis 6. Juni 2005 war Featherstone Mitglied in der London Assembly.
Vom 5. Mai 2005 bis zum 7. Mai 2015 war sie Abgeordnete im House of Commons für den Wahlkreis Hornsey and Wood Green in London. Im Home Office war sie 2010 bis 2012 Parliamentary Under-Secretary und 2014 bis 2015 Minister of State. Zudem war sie 2010 bis 2011 Parliamentary Under-Secretary im Government Equalities Office und 2012 bis 2014 Parliamentary Under-Secretary im Department for International Development. 
Nachdem sie 2015 aus dem House of Commons ausgeschieden war, wurde sie am 20. Oktober 2015 als Baroness Featherstone, of Highgate in the London Borough of Haringey, zum Life Peer erhoben. Damit wurde sie auch Mitglied des House of Lords.
Featherstone ist seit 1996 geschieden und hat zwei Kinder.